# Aeropuerto Gerardo Tovar López
Aeropuerto Gerardo Tovar López (IATA: BUN, OACI: SKBU) terminal aérea ubicada en la ciudad Puerto de Buenaventura, Valle del Cauca, Colombia. Existe operación comercial por parte de las aerolíneas Aexpa y Satena.
Aerocivil planea realizar inversiones por un valor de $200.000 millones para la ampliación de la pista, que pasaría a ser de 1920 metros, aumentando su capacidad para aeronaves de mayor envergadura. Para la compra de predios es necesario adelantar con antelación consultas previas con la comunidad. La Agencia Nacional de Infraestructura planea ampliar la concesión de Aerocali, que gestiona el aeropuerto internacional de Cali, para que también se administre otras terminales regionales como el de Buenaventura a través de una alianza público-privada.

## Destinos
- Destinos nacionales

- Aexpa
  - Bajo Baudó / Aeropuerto de Pizarro
  - Quibdó / Aeropuerto El Caraño  (Escala en Pizarro)
  - Pereira / Aeropuerto Internacional Matecaña (Escalas en Pizarro y Quibdó)

- Satena
  - Bogotá / Terminal Puente Aéreo

- Clic Air
  - Bogotá / Terminal Puente Aéreo
  - Medellín / Aeropuerto Olaya Herrera

### Aerolíneas que cesaron operación
- LATAM Colombia
  - Bogotá / Aeropuerto Internacional El Dorado